# Pierre Josef Braun
Pierre Josef Braun (*22.04.1959 ) es un botánico alemán. Doctorado a Bonn, 1990.
Se ha especializado en cactáceas de Sudamérica. Es investigador en Kerpen, Alemania.
Braun que vive en Alemania ha realizado extensas expediciones con el botánico brasileño Eddie Esteves Pereira, por Brasil de 40 años visitando áreas no previamente botanizadas, siendo responsables del descubrimiento y publicación de muchos nuevas especies de cactos y bromelias.
Está casado con Beate Olma (Dyckia beateae Rauh & Gross, Arrojadoa beateae P.J. Braun & Esteves).
Hija: Joana Laura, Hijo: Marcio Luis (Dyckia joanae-marcioi P.J. Braun. Esteves & Scharf)

## Algunas publicaciones
- 2004. Braun, P.J.; E.E. Pereira. Pilosocereus mollispinus - A new species of Cactaceae from the state of Goiás and comments on other Pilosocereus species from Central Brazil. CSSA Vol. 76, marzo-abril de 2004 N.º 2
- 2001. Braun, P.J.; E.E. Pereira. Cacti of Brazil, with remarks to other succulents and xeromorphic bromeliads. Schumannia 3. 235 pp., 194 ilustr. ISBN 3-89598-830-8

Con la publicación de Schumannia 3 se ha acompañado con el relanzamiento del website The Paradise Brazilian Cacti & Bromeliads: https://web.archive.org/web/20090103101635/http://www.cactos.com.br/us/index.php de Pierre Braun y de Eddie Esteves. El sitio se ocupa de la problemática conservacionista de la Flora y Fauna de Brasil, y se dirige especialmente a gente joven y niños, con la esperanza de ayudar a su educación y comprometerlos en la conservación de los recursos naturales.

## Honores
- (1999) miembro honorario de American Cactus & Succulent Society

### Epónimos
Género
- (Cactaceae) Pierrebraunia Esteves[2]

Especies
- (Bromeliaceae) Bromelia braunii Leme & Esteves
- (Cactaceae) Cereus pierre-braunianus Esteves
- (Cactaceae) Coleocephalocereus braunii L. Diers & Esteves
- (Bromeliaceae) Dyckia braunii Rauh
- (Bromeliaceae) Encholirium pierre-braunii Esteves
- (Cactaceae) Facheiroa braunii Esteves
- (Bromeliaceae) Orthophytum braunii Leme
- (Cactaceae) Melocactus braunii Esteves
- (Cactaceae) Pierrebraunia brauniorum Esteves[3]
- (Cactaceae) Pilosocereus braunii Esteves
- (Cactaceae) Tacinga braunii Esteves

- La abreviatura «P.J.Braun» se emplea para indicar a Pierre Josef Braun como autoridad en la descripción y clasificación científica de los vegetales.[4]

A diciembre de 2014 se poseen 525 registros IPNI de identificaciones y nombramientos de nuevas especies, muchas con Esteves.